# Lomas de los Pinos
Lomas de los Pinos también conocido como Santa Teresa de los Pinos, es una localidad de México perteneciente al municipio de Cuautepec de Hinojosa en el estado de Hidalgo.

## Historia
El 15 de octubre de 2014 se da el cambio de nombre de localidad; de Santa Teresa de los Pinos a Lomas de los Pinos.

## Geografía
Se encuentra en la región del Valle de Tulancingo, a la localidad le corresponden las coordenadas geográficas 20° 04’ 04.161” de latitud norte y 98° 20’ 09.784” de longitud oeste, con una altitud de 2223 m s. n. m. Cuenta con un clima semiseco templado
.
En cuanto a fisiografía se encuentra dentro de las provincia del Eje Neovolcánico, dentro de la subprovincia de Lagos y Volcanes de Anáhuac; su terreno es de lomerío. En lo que respecta a la hidrografía se encuentra posicionado en la región del río Panuco, dentro de la cuenca del río Moctezuma, en la subcuenca del río Metztitlán.

## Demografía
En 2020 registró una población de 851 personas, lo que corresponde al 1.41 % de la población municipal. De los cuales 407 son hombres y 444 son mujeres. Tiene 232 viviendas particulares habitadas.
| Gráfica de evolución demográfica de Lomas de los Pinos entre 2010 y 2020                     |
|                                                                                              |
| Población de los censos y conteos del Instituto Nacional de Estadística y Geografía (INEGI). |

## Economía
La localidad tiene un grado de marginación alto y un grado de rezago medio.